# Luca Edelhofer
Luca Edelhofer (* 10. März 2001 in Wiener Neustadt) ist ein österreichischer Fußballspieler.

## Karriere

### Verein
Edelhofer begann seine Karriere beim SC Bad Sauerbrunn. Im September 2007 wechselte er zum SK Rapid Wien. Im März 2011 wechselte er in die Jugend des Stadtrivalen FK Austria Wien, bei dem er ab der Saison 2015/16 sämtliche Altersstufen in der Akademie durchlief. Zur Saison 2018/19 rückte er in den Kader der Zweitligamannschaft der Wiener, für die er aber in eineinhalb Jahren nie zum Einsatz kam. Im Jänner 2020 wurde er an den Regionalligisten SC Neusiedl am See verliehen. Für die Burgenländer absolvierte er zwei Partien in der Regionalliga, ehe die Saison COVID-bedingt abgebrochen wurde.
Zur Saison 2020/21 kehrte Edelhofer nicht mehr zur Austria zurück, sondern wechselte innerhalb Wiens zum viertklassigen First Vienna FC. Mit der Vienna stieg er zunächst 2021 in die Ostliga und dann 2022 direkt weiter in die 2. Liga auf. Sein Zweitligadebüt gab er im Juli 2022, als er am ersten Spieltag der Saison 2022/23 gegen den FC Blau-Weiß Linz in der 83. Minute für Itamar Noy eingewechselt wurde.

### Nationalmannschaft
Edelhofer spielte im Februar 2016 zweimal im österreichischen U-15-Team.